# Savoyaards
Het Savoyaards (Savoyârd), ook wel Savooiaards of Savoys genoemd, is een hoofddialect van het Arpitaans en wordt hoofdzakelijk gesproken in het territorium van het voormalige Hertogdom Savoye, meer bepaald in de huidige Franse departementen Savoie en Haute-Savoie. Het Savoyaards wordt naar schatting gesproken en verstaan door ongeveer 20.000 mensen, maar wordt ernstig in zijn voortbestaan bedreigd.

## Geschiedenis
Net als bij de andere Arpitaanse dialecten is de oorsprong van het Savoyaards te zoeken in het Latijn zoals dat werd gesproken door het volk tussen de Povlakte en de Rhônevallei, ook bekend als Historisch Arpitanië. Binnen deze Arpetaarse nederzetting vond een romanisering plaats, waardoor de onderworpen Arpetaren en Kelten geleidelijk het Latijn overnamen. Toen het Romeinse Rijk in de 4e eeuw op zijn einde liep, begon Allobrogië, een gebied van het voormalige Romeinse Rijk, zijn naam te verliezen voor Sapaudia (land van de Sparbomen), dat later tot de huidige naam Savoie zou leiden. Na de val van het Romeinse Rijk in 476 viel de Latijnse taal eveneens uiteen in diverse Romaanse talen, waaronder het Arpitaans.

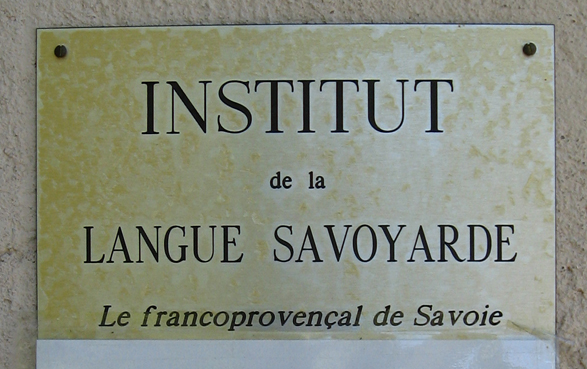
Savoyaards Taalinstituut (I.L.S.) in Habère-Lullin, Haute-Savoie.

In 1003 ontstond binnen het Arpitaans taalgebied het graafschap Savoye, dat in 1416 tot hertogdom zou worden verheven. De sterk verwante variëteiten van het Arpitaans binnen de grenzen van deze staat Savoye is men sindsdien Savoyaards of Savoyaans gaan noemen. Hoewel met Savoyaards dezelfde taal wordt bedoeld als met Arpitaans, wordt het Savoyaards door de betreffende gemeenschappen (regionalisten, separatisten of patriottische artiesten en schrijvers) binnen Savoye als een aparte taal gezien. Hoewel het vooral een gesproken taal in Savoye betreft, waagt een enkeling zich eraan in het Savoyaards te gaan schrijven.
Tot de Franse invasie van 1789 was het Savoyaards de meestgesproken taal in het Hertogdom Savoye, dat vanaf dan door zijn buurland Frankrijk werd bezet en vervolgens behoorde tot de nieuwe Franse republiek. Volgens het opgelegde gedachtegoed van de Franse jakobijnen was het Frans vanaf dan de taal van vrijheid en vooruitgang en werden andere talen dan het Frans verboden. De andere gesproken talen in de republiek waren − zonder taalkundig vooronderzoek − geclassificeerd tot ouderwetse, boerse dialecten (patois, brabbeltaal). Wegens een politieke ideologie werd de sprekers van bovenaf de Franse taal opgelegd, waarmee een dalende lijn werd ingezet van het aantal Savoyaardse moedertaalsprekers. Ook na de val van Napoleon Bonaparte en het Congres van Wenen in 1815, vond het Frans ingang als spreektaal, zij het slechts bij de elite. Het volk sprak weer Savoyaards, maar werd beïnvloed door de Franssprekende elite. Beheersing van de Franse taal werd een markeringspunt om de gegoede bovenlaag van de maatschappij te herkennen. Dit proces zette zich uiteindelijk door bij de lagere klassen. In 1860 ging het Hertogdom Savoye, na een zeer omstreden volksraadpleging, definitief over in Franse handen.
Om opnieuw een nationale eenheid te vormen, werd tijdens de Derde Franse Republiek het spreken van het Savoyaards door de Franse overheid sterk ontmoedigd om definitief plaats te maken voor het Frans. Heden ten dage wordt het Savoyaards nog altijd beschouwd als patois, dat wil zeggen als minderwaardig en wordt het gebruik ervan ontmoedigd. Door gebrek aan kennis betreft hun moedertaal, wordt over het algemeen door de sprekers het begrip Savoyaards weinig toegepast. Om hun taal aan te duiden, gebruiken ze de naam van hun lokale dialect of nemen ze − naar Frans voorbeeld − denigrerende namen zoals patois over. Desondanks is de houding tegenover het Savoyaards gaandeweg duidelijk versoepeld.

## Huidige verspreiding

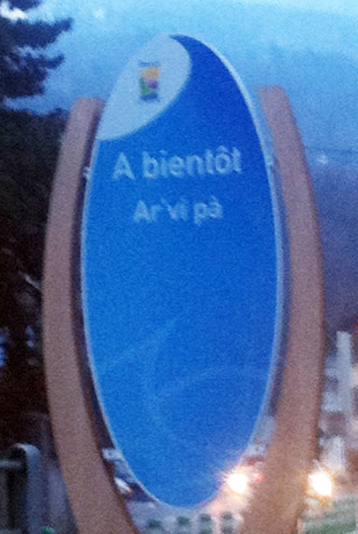
Tweetalig bord in Sallanches. « A'rvi pâ » betekent: Tot ziens, is het niet?

Door de Franse taalpolitiek en door de toevloed van Franstaligen staat het Savoyaards onder grote druk: het wordt almaar minder gesproken. Door de Franse taalpolitiek heeft het sinds 1860 een pejoratieve bijklank van "onbeschaafd" gekregen, waardoor het Savoyaards een bedreigde minderheidstaal is geworden. De sprekers zijn ouderen en mensen die op het platteland wonen.
Sinds het einde van de twintigste eeuw is het Savoyaards aan een opleving begonnen. Zo verscheen er meer literatuur in deze taal en werden populaire stripboeken als Kuifje of Guust vertaald. De jongere generaties van het platteland gebruiken meer en meer Savoyaardse woorden in het Frans. De taal wordt tevens gebruikt door plaatselijke zangers en zanggroepen. Ook is er een levendige internetgemeenschap ontstaan en is er steeds meer Savoyaards terug te vinden op menukaarten of borden.
In Savoye is er een klein gedeelte van de bevolking dat Savoyaards spreekt, want de meeste etnische Savoyaarden spreken tegenwoordig Frans. Enkele leden van de jongere generatie beheersen de taal nog, maar niet meer als hun moedertaal. In de 19e eeuw sprak zo'n 90% van de Savoyaardse bevolking de taal, maar tegenwoordig daalt dit aantal snel. De sprekers zijn voornamelijk oudere volwassenen. Het huidige aantal sprekers is onbekend. Een onderzoek uit 2000 van het Technologisch Instituut van de Universiteit in Annecy-le-Vieux geeft als resultaat dat het Savoyaards rond de 20.000 sprekers heeft. De historicus Paul Guichonnet schat het aantal echter op zo'n 3.000 sprekers.
Het A.E.S., de vereniging der leraren Savoyaards, meldt dat er jaarlijks zo'n 300 tot 500 kinderen in de departementen Savoie en Haute-Savoie het Savoyaards onderwezen krijgen.

### De taalgebieden
Ofschoon vaak over Savoyaards als één taal wordt gesproken, bestaat er in werkelijkheid zo´n beetje per regio of vallei een eigen dialect. In grote lijnen is de woordenschat binnen het taalgebied nauw verwant, maar kunnen er in uitspraak niettemin vrij aanzienlijke verschillen bestaan. Het Savoyaards wordt gesproken in de volgende gebieden:
In de Savoye-streek:
- Het departement Savoie
- Het departement Haute-Savoie

## Andere benamingen
Over het algemeen wordt door de sprekers het begrip Savoyaards weinig toegepast. Om hun taal aan te duiden, gebruiken ze de naam van hun lokale dialect of denigrerende namen zoals patois. Allereerst ziet u de Nederlandse alternatieven voor de term Savoyaards en vervolgens de alternatieve Franstalige termen.
- Savoois/Savoys
- Savoyaans

### Andere talen
- Savoisien
- Savoyen
- Arpitan Savoyard
- Patois/Patois Savoyard
- Francoprovençal de Savoie

## Savoyaardse literatuur
Het alleroudste in het Savoyaards geschreven boek dat momenteel bekend is, zijn de gebundelde werken van Nicolas Martin uit 1555, dat later door Gaston Tuaillon is onderzocht en heruitgebracht onder de titel Noëls & Chansons. Er zijn een handvol schrijvers die in het Savoyaards geschreven hebben. Onder hen bevindt zich de bekende Amélie Gex.

## Invloed van en op andere talen
Het Savoyaards is in de loop van z'n geschiedenis door andere talen beïnvloed. Het Frans, verschillende Germaanse talen, het Latijn, het Grieks en het Italiaans hebben allemaal duidelijk zichtbare sporen in het Savoyaards achtergelaten.:

### Invloeden van en op het Frans
In Savoye werd de Franse taal sinds de 13e eeuw toegepast door mensen van hogere klassen, die het Latijn hebben vervangen voor het Frans. Onder meer de functionarissen, notarissen en priesters spraken en schreven het Frans. Het is daarom niet ondenkbaar dat de Franse taal invloed heeft gehad op het Savoyaards. Ook vertrokken veel Savoyaarden tijdens het winterseizoen vaak naar het buurland Frankrijk, om daar geld te verdienen als handelaar, schoorsteenveger of kunstenaar. Wanneer zij weer thuis kwamen, namen ze - naast geld – ook de Franse uitspraak en woorden mee. Het is vaak echter onmogelijk om aan te wijzen om welke woorden dit gaat, omdat het Oudfrans en het Savoyaards beide zijn voortgekomen uit het Latijn. Het is daarom lastig te bepalen of een Savoyaards woord oorspronkelijk uit het Oudfrans komt, dan wel uit het Latijn.
De moderne Franse taal kent wel veel leenwoorden uit het Savoyaards. Veel Savoyaardse termen, waarvan vaak verondersteld wordt dat het gaat om Franse woorden, zijn feitelijk uit het Savoyaards terechtgekomen in het Frans. Hieronder volgt een beperkte lijst met enkele voorbeelden:
- avalanche = lawine.
- bouquetin = alpensteenbok.
- chalet = houten woning.
- chamois = gems.
- glacier = gletsjer.
- gnôle = eau de vie.

- lavaret = kleine marene.
- luge = slee.
- mélèze = lariks.
- moraine = morene.
- piolet = pickel.
- tomme = Franse kaassoort.

### Invloeden van het Germaans
De Bourgondiërs kwamen zich tijdens de 5e eeuw vestigen in Sapaudia (latere Savoye). Ze stichten een koninkrijk en vermengen zich met de lokale bevolking. Dit volk nam daarmee hoogstwaarschijnlijk veel Germaanse termen mee naar de streek. Voor de stichting van het land Savoye in de 14e eeuw, is Savoye een onderdeel van het Heilige Roomse Rijk. Vanaf de middeleeuwen, werd Savoye een drukbegaande doorgang voor veel reizigers, soldaten en handelaren die onderweg waren naar Italië. Dezen hebben ongetwijfeld ook bijgedragen aan de Germaanse invloeden in het Savoyaards. De Germaanse invloeden zijn met name terug te horen in uitspraak en de syntaxis van woorden. Zo heeft de Germaanse « V » de Latijnse « G » in veel gevallen vervangen. Voor het woord wesp zegt men bijvoorbeeld in het Savoyaards « vépa », terwijl men in het Frans (een andere Latijnse taal) « guêpe » zegt. Hieronder volgen enkele voorbeelden van Savoyaardse woorden van Germaanse afkomst, met begeleiding van een Franse en Nederlandse vertaling.
| Savoyaards | Nederlandse vertaling            | Germaans  | Frans   |
| ---------- | -------------------------------- | --------- | ------- |
| Vouagnér   | Voordeel behalen (Etym.: Weiden) | Waidanjan | Gagner  |
| Gouardar   | (Be)waken                        | Wardôn    | Garder  |
| Vépa       | Wesp                             | Wespa     | Guêpe   |
| Blanshe    | Blank / Bleek                    | Blanka    | Blanche |

### Invloeden van het Grieks
De Savoyaardstaligen die weinig kennis hebben van het Grieks, zullen versteld staan van de gelijkenissen tussen enkele Griekse en Savoyaardse woorden. Dit kan zich verklaren door het feit dat de Griekse woorden door handelaren vanuit Marseille, via de rivier de Rhône en de streek rondom Lyon, in Savoye aankwamen. Deze woorden hebben zich genesteld in de Arpitaanse dialecten, waardoor ze sindsdien ook deel maken van de Savoyaardse vocabulaire. Hieronder volgen een aantal voorbeelden van Savoyaardse woorden, welke zeer verwant zijn aan het Grieks. De Griekse woorden zijn echter opgeschreven volgens het Latijnse alfabet.
| Savoyaards | Nederlands           | Grieks | Nederlands       |
| ---------- | -------------------- | ------ | ---------------- |
| Criquons   | Oorbellen, oorringen | Krikos | Ring             |
| Alefor     | Gladstrijken         | Aleifo | Zalven, insmeren |
| Dromor     | Rennen               | Dromos | Snelle loop      |
| Falo       | Heilig licht         | Pharos | Lantaarn         |

### Invloeden van het Italiaans
Veel Savoyaarden geloven dat hun taal afkomstig is van het Italiaans. Dit is echter foutief, want de Italiaanse taal heeft het Savoyaards in werkelijkheid zeer weinig beïnvloed. Over het algemeen heeft men weinig Italiaanse woorden geaccepteerd. De woorden die men wel overgenomen heeft, zijn vaak weinig vervormd van het origineel, zoals dat wel het geval is bij de andere talen van buitenaf. De woorden uit de Italiaanse taal, zijn vaak onderwerp van spot of beledigingen. Hieronder volgen enkele voorbeelden met begeleiding van een Nederlandse vertaling.
| Savoyaards | Nederlands | Italiaans | Nederlands |
| ---------- | ---------- | --------- | ---------- |
| Todesco    | Onnozel    | Tedesco   | Duitser 1  |
| Badyen     | Domkop     | Baggiano  | Domkop     |
| Somezho    | Idioot     | Somaro    | Ezel       |
| Cativo     | Italiaan   | Cattivo   | Gemeen     |

1. Deze term werd door Piëmontezen, Valdostanen en Venetiërs begin 19e eeuw toegepast voor de Duitse bezetter.

## Erkenning

### Status van het Savoyaards

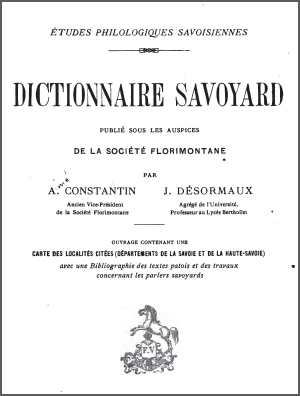
Savoyaards woordenboek (voor Franstaligen) van Constantin & Désormaux, uitgegeven in 1902.

Het Savoyaards is een ernstig bedreigde taal, die vandaag de dag nog door zo’n 10.000 tot 20.000 mensen wordt gesproken en verstaan. De taal wordt vooral door de oudere bevolking gesproken en wordt op den duur met uitsterven bedreigd. De taal is (nog) niet officieel erkend, want de Franse grondwet stelt "de taal van de Republiek is Frans". Het Savoyaards wordt door sommige taalkundigen beschouwd als aparte dochtertaal van het Arpitaans die gesproken wordt/werd binnen het voormalige Hertogdom Savoye. Tot het heden wordt de taal geschreven in zowel fonetische als etymologische spellingen, omdat er - een door de politiek aangewezen - uniforme orthografie ontbreekt. De status van zelfstandige taal wordt door andere taalkundigen sterk betwist en zij zien het Savoyaards dan ook als een dialectgroep van het Arpitaans. Argumenten daarvoor zijn het ontbreken van een standaardisatieproces van de Savoyaardse dialecten tot een standaardtaal.
In 2004 werd het Savoyaards Taalinstituut opgericht met het oog op de studie en het behoud van de taal.
Het Savoyaards is nu een "verborgen taal". Als vreemdeling kan je jarenlang in de Savoyaardse regio rondzwerven, zonder haar te horen. Tegenwoordig zijn alle Savoyaardstaligen ook Franstalig; zo spreken ze Savoyaards alleen in bepaalde situaties, met zeer goede vrienden. Het verval van het Savoyaards vond in de laatste 100 jaar plaats, over drie generaties.

### Onderzoek IUT
Een onderzoek uit februari 2001 van het Technologisch Instituut van de Universiteit in Annecy-le-Vieux toont aan:
- 71% van de ondervraagde personen vindt het wenselijk het Savoyaards te behouden,
- 37% leert het op school,
- 31% leert het op avondcursussen,
- 40% vindt het een goede zaak dat het Savoyaards naast het Frans op menukaarten of borden staat in restaurants en om de taal als optie aan te bieden als keuzevak bij studies,
- 7% van de ondervraagden spreekt het Savoyaards,
- 4 op de 5 personen declareerden de taal al eens te hebben gehoord in conversaties,
- 1 op de 2 personen vindt dat het Savoyaards moet worden overgebracht op de volgende generatie en dat er tweetalig onderwijs moet kunnen worden aangeboden aan families die het wenselijk vinden.